# Michał Rychlicki (wioślarz)
Michał Rychlicki (ur. 12 stycznia 1982 w Gdyni) – polski wioślarz.

## Osiągnięcia
- Młodzieżowe Mistrzostwa Świata - Belgrad 2003 – czwórka podwójna wagi lekkiej – 1. miejsce.
- Młodzieżowe Mistrzostwa Świata - Poznań 2004 – dwójka podwójna wagi lekkiej - 4. miejsce.
- Akademickie Mistrzostwa Świata - Troki 2006 – dwójka podwójna wagi lekkiej  - 4. miejsce.
- Mistrzostwa Europy – Poznań 2007 – dwójka podwójna wagi lekkiej – 10. miejsce[1].
- Akademickie Mistrzostwa Świata - Belgrad 2008 – dwójka podwójna wagi lekkiej  – 1. miejsce.
- Mistrzostwa Świata – Linz 2008 – ósemka wagi lekkiej – 5. miejsce[1].
- Mistrzostwa Europy – Ateny 2008 – dwójka podwójna wagi lekkiej – 8. miejsce[1].
- Akademickie Mistrzostwa Świata - Szeged 2010 – dwójka podwójna wagi lekkiej  - 4. miejsce.